# Nishi Tokujirō

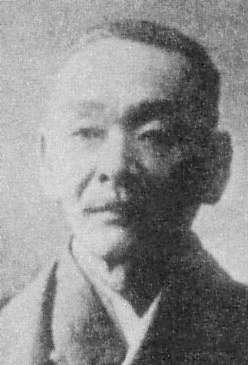
Nishi Tokujirō

Baron Nishi Tokujirō (jap. 西徳 二郎; * 4. September 1847 in Satsuma, heute: Präfektur Kagoshima; † 3. März 1912) war ein japanischer Politiker und Diplomat, der unter anderem zwischen 1886 und 1896 Gesandter im Russischen Kaiserreich, von 1897 bis 1898 Außenminister sowie zwischen 1899 und 1901 Gesandter im Kaiserreich China war. Am 25. April 1898 schloss er mit dem Russischen Kaiserreich das Nishi-Rosen-Abkommen über einen Interessenausgleich über Korea.

## Leben
Nishi Tokujirō, zweiter Sohn des von den Kagoshima-Samurai stammenden Nishi Tozaemon und Kano Hilo, nahm zu Beginn der Meiji-Restauration 1868 am Boshin-Krieg teil und war anschließend Tutor an der Kaiseijo-Schule. 1870 begann er ein Studium an der Fakultät für Rechts- und Politikwissenschaften der Universität Sankt Petersburg. Nach einer zwischenzeitlichen Verwendung im Jahr 1874 als Sekretär an der Gesandtschaft in Frankreich schloss er 1875 sein Studium an der Universität Sankt Petersburg ab. Er unternahm zwischen 1875 und 1881 zahlreiche Forschungsreisen durch Zentralasien, die ihn nach Samarqand, Transoxanien, Taschkent und zu den Uiguren nach Xinjiang führten. Nach seiner Rückkehr nach Japan wurde er 1881 Sekretär im Außenministerium. 
Im Juni 1886 wurde er als Nachfolger von Hanabusa Yoshitada Gesandter im Russischen Kaiserreich und vertrat Japan zugleich als Generalkonsul in Schweden und Norwegen. Diese Posten bekleidete er bis August 1896 und wurde daraufhin durch Hayashi Tadasu abgelöst. Für seine Verdienste wurde ihm am 15. November 1892 das Ritterkreuz Zweiter Klasse, am 20. August 1895 das Ritterkreuz Erster Klasse des Orden des Heiligen Schatzes sowie am 23. Oktober 1895 das Ritterkreuz Erster Klasse des Nordstern-Orden verliehen. Ferner wurde er 1896 als Baron (Danshaku) in den Erbadel (Kazoku) erhoben. Im März 1897 wurde er Berater des Geheimen Kronrates Sūmitsu-in, einem Gremium zur Beratung des Tennō.
Am 6. November 1897 löste er Ōkuma Shigenobu als Außenminister Japans ab und bekleidete dieses Ministeramt im zweiten Kabinett Matsukata sowie im dritten Kabinett Itō bis zum 30. Juni 1898, woraufhin er wieder durch Ōkuma Shigenobu abgelöst wurde. Während dieser Zeit unterzeichnete er am 25. April 1898 mit dem russischen Gesandten in Japan Roman Romanowitsch Rosen das Nishi-Rosen-Abkommen, um die zwischen dem Japanischen Kaiserreich und dem Russischen Zarenreich nach dem Ersten Japanisch-Chinesischen Krieg entstandenen Spannungen über die politische und wirtschaftliche Kontrolle Koreas beizulegen. Während Russland Japans Interesse an Korea anerkannte, kannte Japan im Gegenzug die Interessensphäre Russlands an der Mandschurei an.
Anschließend wurde Nishi im Oktober 1899 Nachfolger von Fumio Yano als Gesandter im Kaiserreich China und erlebte dort den Beginn des Boxeraufstandes. Diesen diplomatischen Posten bekleidete er bis Januar 1901 und wurde danach durch Komura Jutarō abgelöst. Am 27. Dezember 1899 wurde ihm der Orden der Aufgehenden Sonne Erster Klasse verliehen. Im November 1901 wurde er schließlich Mitglied des Geheimen Kronrates.
Nishi Tokujirō ist der Vater von Takeichi Nishi, der bei den Olympischen Spielen 1932 in Los Angeles die Goldmedaille im Springreiten auf Uranus gewann und als Offizier der Kaiserlich Japanischen Armee während des Zweiten Weltkriegs am 17. März 1945 in der Schlacht um Iwojima Selbstmord beging.

## Hintergrundliteratur
- W. G. Beasley: Japanese Imperialism 1894-1945, Oxford University Press, ISBN 0-19-822168-1
- Hugh Cortazzi: Britain and Japan, Japan Library Biographical Portraits, RoutledgeCurzon, 2003, ISBN 1-903350-14-X
- S. C. M. Paine: The Sino-Japanese War of 1894-1895: Perceptions, Power, and Primacy, Cambridge University Press, 2002, ISBN 0-521-81714-5